# Jordan Lecskov
Jordan Lecskov Jukov, bolgárul: Йордан Лечков Янков; (Szliven, 1967. július 9. –) bolgár válogatott labdarúgó.
A bolgár válogatott tagjaként részt vett az 1994-es világbajnokságon és az 1996-os Európa-bajnokságon.

## Sikerei, díjai
CSZKA Szofija
- Bolgár bajnok (1): 1991–92

Szliven
- Bolgár kupa (1): 1989–90

Beşiktaş
- Török kupa (1): 1997–98